# Settimana Internazionale di Coppi e Bartali
La Settimana Internazionale di Coppi e Bartali è una corsa a tappe maschile di ciclismo su strada che si svolge sulle strade dell'Emilia-Romagna ogni anno nel mese di marzo. È inserita nel calendario dell'UCI Europe Tour come prova di classe 2.1.

## Storia
La Settimana Internazionale di Coppi e Bartali sorse nel 1984 come Settimana Ciclistica Internazionale, e fino al 1994 si svolse in Sicilia. Le edizioni 1996 e 1997 furono disputate in Sardegna, in accoppiata con il Giro di Sardegna, mentre dal 1999 si corre in Emilia-Romagna, prima con il nome di Memorial Cecchi Gori (negli anni 1999 e 2000), poi con il nome attuale. Assunse l'attuale programma di cinque giorni dall'edizione 2004.
Proprio nell'edizione 2004 venne ritirato il numero 145, vestito l'anno precedente da Marco Pantani che conquistò in quella occasione l'ultimo podio della sua carriera nella tappa di Sassuolo dove fu battuto da Ruslan Ivanov in volata. La maglia fu liberata in volo da un nugolo di colombe bianche alla partenza della corsa, il 24 marzo del 2004 in una cerimonia tenutasi sul lungomare di Riccione. Nel primo giorno si svolsero due semitappe: la prima sul territorio comunale di Riccione mentre la seconda semitappa fu una cronometro a squadre a Misano Adriatico. Il secondo giorno si tenne la tappa Riccione-Faenza, il terzo la Finale Emilia-Finale Emilia, il quarto la Fiorano Modenese-Serramazzoni e la quinta ed ultima tappa la Castellarano-Sassuolo. La corsa venne vinta dall'italiano Giuliano Figueras.
Nel 2005 rimasero invariati il primo e secondo giorno di gara, il terzo giorno si svolse la tappa Finale Emilia-Sassuolo, il quarto la Casalgrande-Pavullo. Invariata la quinta ed ultima tappa. Franco Pellizotti fu il vincitore. La successiva vide invariato il primo giorno di gara, il secondo giorno si svolse la tappa Cervia-Faenza, il terzo la Scandiano-Fiorano Modenese, il quarto la Carpi-Finale Emilia e la quinta ed ultima fu la stessa dell'edizione 2005, la Castellarano-Sassuolo. A conquistare la vittoria fu Damiano Cunego. L'edizione 2007 si differenziò rispetto alle precedenti edizioni nella seconda tappa, la Castel San Pietro Terme-Faenza, la terza Scandiano-Serramazzoni e la quinta Casalgrande-Sassuolo e vide la vittoria di Michele Scarponi.
Organizzata dal Gruppo Sportivo Emilia di Adriano Amici, da qualche anno la Settimana Internazionale di Coppi e Bartali è denominata anche trofeo "Sidermec", dal nome dello Sponsor romagnolo che la supporta.

## Albo d'oro
Aggiornato all'edizione 2025.
| Anno                                        | Vincitore                           | Secondo                             | Terzo                               |
| Settimana Ciclistica Internazionale         | Settimana Ciclistica Internazionale | Settimana Ciclistica Internazionale | Settimana Ciclistica Internazionale |
| ------------------------------------------- | ----------------------------------- | ----------------------------------- | ----------------------------------- |
| 1984                                        | Moreno Argentin                     | Stefan Mutter                       | Johan van der Velde                 |
| 1985                                        | Laurent Fignon                      | Bruno Wojtinek                      | Giuseppe Saronni                    |
| 1986                                        | Giuseppe Saronni                    | Moreno Argentin                     | Federico Ghiotto                    |
| 1987                                        | Maurizio Rossi                      | Daniele Caroli                      | Rolf Sørensen                       |
| 1988                                        | Adriano Baffi                       | Giuseppe Saronni                    | Camillo Passera                     |
| 1989                                        | Bruno Leali                         | Pierino Gavazzi                     | Steven Rooks                        |
| 1990                                        | Rolf Sørensen                       | Steven Rooks                        | Claudio Chiappucci                  |
| 1991                                        | Phil Anderson                       | Giuseppe Petito                     | Maximilian Sciandri                 |
| 1992                                        | Moreno Argentin                     | Alex Zülle                          | Phil Anderson                       |
| 1993                                        | Michele Bartoli                     | Luboš Lom                           | Paolo Fornaciari                    |
| 1994                                        | Rodolfo Massi                       | Michele Coppolillo                  | Evgenij Berzin                      |
| 1995                                        | non disputata                       | non disputata                       | non disputata                       |
| 1996                                        | Gabriele Colombo                    | Adriano Baffi                       | Maurizio Fondriest                  |
| 1997                                        | Roberto Petito                      | Claudio Chiappucci                  | Alessandro Bertolini                |
| 1998                                        | non disputata                       | non disputata                       | non disputata                       |
| Memorial Cecchi Gori                        |                                     |                                     |                                     |
| 1999                                        | Romāns Vainšteins                   | Gianmario Ortenzi                   | Paolo Bettini                       |
| 2000                                        | Paolo Bettini                       | Wladimir Belli                      | Marco Velo                          |
| Settimana Internazionale di Coppi e Bartali |                                     |                                     |                                     |
| 2001                                        | Ruslan Ivanov                       | Dario Frigo                         | Freddy González                     |
| 2002                                        | Francesco Casagrande                | Peter Luttenberger                  | Cadel Evans                         |
| 2003                                        | Mirko Celestino                     | Francesco Casagrande                | Franco Pellizotti                   |
| 2004                                        | Giuliano Figueras                   | Mirko Celestino                     | Michele Scarponi                    |
| 2005                                        | Franco Pellizotti                   | Mauro Facci                         | Damiano Cunego                      |
| 2006                                        | Damiano Cunego                      | Vincenzo Nibali                     | Mario Aerts                         |
| 2007                                        | Michele Scarponi                    | Riccardo Riccò                      | Luca Pierfelici                     |
| 2008                                        | Cadel Evans                         | Stefano Garzelli                    | Vincenzo Nibali                     |
| 2009                                        | Damiano Cunego                      | Cadel Evans                         | Massimo Giunti                      |
| 2010                                        | Ivan Santaromita                    | Przemysław Niemiec                  | José Serpa                          |
| 2011                                        | Emanuele Sella                      | Diego Ulissi                        | Stefano Pirazzi                     |
| 2012                                        | Jan Bárta                           | Bartosz Huzarski                    | Diego Ulissi                        |
| 2013                                        | Diego Ulissi                        | Damiano Cunego                      | Miguel Ángel Rubiano                |
| 2014                                        | Peter Kennaugh                      | Dario Cataldo                       | Matteo Rabottini                    |
| 2015                                        | Louis Meintjes                      | Ben Swift                           | Matija Kvasina                      |
| 2016                                        | Sergej Firsanov                     | Mauro Finetto                       | Gianni Moscon                       |
| 2017                                        | Lilian Calmejane                    | Toms Skujiņš                        | Jaime Rosón                         |
| 2018                                        | Diego Rosa                          | Bauke Mollema                       | Richard Carapaz                     |
| 2019                                        | Lucas Hamilton                      | Damien Howson                       | Nick Schultz                        |
| 2020                                        | Jhonatan Narváez                    | Andrea Bagioli                      | João Almeida                        |
| 2021                                        | Jonas Vingegaard                    | Mikkel Frølich Honoré               | Nick Schultz                        |
| 2022                                        | Eddie Dunbar                        | Ben Tulett                          | Marc Hirschi                        |
| 2023                                        | Mauro Schmid                        | James Shaw                          | Ben Healy                           |
| 2024                                        | Koen Bouwman                        | Archie Ryan                         | Diego Ulissi                        |
| 2025                                        | Ben Tulett                          | Mark Donovan                        | Igor Arrieta                        |